# Cylindrepomus albopictus
Cylindrepomus albopictus là một loài bọ cánh cứng trong họ Cerambycidae.